# Xenocoelidia inflata
Xenocoelidia inflata är en insektsart som beskrevs av Henry Fairfield Osborn 1923. Xenocoelidia inflata ingår i släktet Xenocoelidia och familjen dvärgstritar. Inga underarter finns listade i Catalogue of Life.